# Di mare e d'amuri
Di mare e d'amuri è il quinto album dei Tinturia. Dal disco venne estratto un singolo, “I Don't Know”.

## Tracce
1. Di mare e d'amuri (C. Analfino) - 3.20
2. Dimmi che per me c'è il meglio (C. Analfino; A. Spataro; P. Costa; A. Carbone) - 3.12
3. I Don't Know (C. Analfino; P. Costa) - 3.44
4. Sudo (C. Analfino; L. Favara) - 3.30
5. 'U pisci spada (D. Modugno) - 3.12
6. De generatione (C. Analfino) - 3.40
7. A chi mi sa dare musica (C. Analfino) - 3.45
8. Oblomov (C. Analfino; G. Rinaldi) - 3.54
9. Sto correndo (C. Analfino; G. Risico) - 3.07
10. Cercasi rosa (C. Analfino) - 4.10
11. Abballu senza sballu (C. Analfino) - 3.30

## Formazione

### Tinturia
- Luciano Favara: chitarra e ukulele
- Domenico Cacciatore: basso
- Giampiero Risico: sax, clarinetti, synth e cori
- Lino Costa: chitarre elettriche e acustiche, marranzano e cori
- Mario Vasile: percussioni
- Angelo Spataro: batteria e cori
- Lello Analfino: voce, synth e piano in “Cercasi rosa”

### Altri musicisti
- Jerusa Barros: cori in “Di mare e d'amuri”
- Giorgia Meli: voce in “I Don't Know”
- Mauro Schiavone: piano in “Sudo”, tastiere in “Oblomov” e Fender Rhodes in “Cercasi rosa”
- Claudio Terzo: chitarre in “De generatione”
- Filippo Alessi: tamburi a cornice in “Abballu senza sballu”

Ospiti speciali
- Max Busa in “Di mare e d'amuri”
- Paolo Hendel in “Dimmi che per me c'è il meglio”
- Lulla in “I Don't Know”
- Peppe Cubeta in “De generatione”